# 고코쿠
고코쿠(興国, こうこく)는 일본 남북조 시대의 연호(元号) 중 하나이다. 남조에서 사용되었다.
- 전후 : 엔겐(延元) 이후 - 쇼헤이(正平) 이전.
- 시기 : 1340년 ~ 1346년
- 천황
  - 남조 : 고무라카미 천황
  - 북조 : 고묘 천황
- 쇼군 : 무로마치 막부의 아시카가 다카우지

## 개원(改元)
- 엔겐 5년 4월 28일(율리우스력 1340년 5월 25일), 개원.
- 고코쿠 7년 12월 8일(율리우스력 1347년 1월 20일), 쇼헤이로 개원된다.

## 서력과의 대조표
| 고코쿠 | 원년       | 2년        | 3년         | 4년        | 5년        | 6년       | 7년      |
| ------ | ---------- | ---------- | ----------- | ---------- | ---------- | --------- | -------- |
| 서력   | 1340년     | 1341년     | 1342년      | 1343년     | 1344년     | 1345년    | 1346년   |
| 북조   | 랴쿠오 3년 | 랴쿠오 4년 | 고에이 원년 | 고에이 2년 | 고에이 3년 | 조와 원년 | 조와 2년 |
| 간지   | 경진       | 신사       | 임오        | 계미       | 갑신       | 을유      | 병술     |

## 같이 보기
- 일본의 연호 일람

| 이전 엔겐 | 일본 남조의 연호 1340년 ~ 1346년 | 다음 쇼헤이 |